# Analogues de la factorielle
En mathématiques, la factorielle d'un entier naturel n, notée n!, est définie comme le produit des entiers de 1 à n. Par exemple, 7! = 1 × 2 × 3 × 4 × 5 × 6 × 7 = 5 040.
De nombreuses expressions analogues à la factorielle ont été définies ; cette page recense les variantes les plus fréquemment rencontrées.

## Primorielle
La primorielle de n ne conserve, dans le produit définissant la factorielle, que les nombres premiers. Elle est notée n# ou P(n). Par exemple, P(7) = 2 × 3 × 5 × 7 = 210.

## Multifactorielles
La multifactorielle d'ordre q de n ne conserve, dans le produit définissant la factorielle, qu'un facteur sur q, en partant de n.
Afin d'alléger l'écriture, une notation courante est d'utiliser q points d'exclamation suivant le nombre n pour noter cette fonction.

### Double factorielle
Pour q = 2, la double factorielle de n (multifactorielle d'ordre 2), notée n!!,  est définie par récurrence par :
{\displaystyle n!!={\begin{cases}1&{\text{si }}0\leqslant n\leqslant 1\\n\times (n-2)!!&{\text{si }}n\geqslant 2\end{cases}}}
Ainsi : {\displaystyle n!!=n\times (n-2)\times (n-4)\times \cdots \times \left(n-2\left\lfloor {\frac {n-1}{2}}\right\rfloor \right)}, où {\displaystyle \lfloor x\rfloor } désigne la partie entière de x.
En séparant les cas : 
{\displaystyle {\begin{cases}(2n)!!=2\times 4\times \cdots \times 2n=2^{n}n!\\(2n+1)!!=1\times 3\times \cdots \times (2n+1)={\frac {(2n+1)!}{2^{n}n!}}\end{cases}}}
Autrement dit, n!! est le produit de tous les entiers de 1 à n qui ont même parité que n.
Les premières valeurs de n!! pour {\displaystyle n\in \mathbb {N} } sont 1, 1, 2, 3, 8, 15, 48, 105, .. ; suite A006882 de l'OEIS.
Les identités suivantes découlent de la définition :
{\displaystyle n!=n!!(n-1)!!}
{\displaystyle (2n+1)!!={\frac {(2n+1)!}{(2n)!!}}=2^{n}\left({\frac {1}{2}}\right)^{(n)}} où {\displaystyle x^{(n)}} est la factorielle montante
{\displaystyle (2n-1)!!={\frac {(2n)!}{(2n)!!}}={\frac {(2n)!}{2^{n}n!}}={\frac {n!}{2^{n}}}{\binom {2n}{n}}={\frac {\binom {2n}{2,2,...,2}}{n!}}} (le dernier numérateur étant un coefficient multinomial)
{\displaystyle \Gamma \left(n+{\frac {1}{2}}\right)=\left(n-{\frac {1}{2}}\right)!={\sqrt {\pi }}{\frac {(2n-1)!!}{2^{n}}}}
On peut regrouper les formules précédentes en : {\displaystyle n!!=2^{\frac {n}{2}}\left({\frac {n}{2}}\right)!\left({\frac {2}{\pi }}\right)^{\frac {1-(-1)^{n}}{4}}}.
Il faut faire attention de ne pas interpréter la notation n!! comme la factorielle de n!, qui serait écrite (n!)!, et qui est un nombre largement plus grand.

### Multifactorielles d'ordre supérieur
À partir de q = 3,  la q-ième multifactorielle est plutôt notée n!q ; sa définition par récurrence est :
{\displaystyle n!_{q}={\begin{cases}1&{\text{si }}n=0\\n&{\text{si }}1\leqslant n\leqslant q\\n\times (n-q)!_{q}&{\text{si }}n\geqslant q+1.\end{cases}}}
Ainsi, pour {\displaystyle n\geqslant 1}, {\displaystyle n!_{q}=\prod \limits _{\stackrel {1\leqslant k\leqslant n}{k\equiv n{\bmod {q}}}}k=\prod _{k=0}^{\left\lfloor {\frac {n-1}{q}}\right\rfloor }{(n-kq)}=n(n-q)\cdots \left(n-\left\lfloor {\frac {n-1}{q}}\right\rfloor q\right)}.
Premières valeurs de n!3 : 1, 1, 2, 3, 4, 10, 18, 28, 80, 162, 280 ; suite A007661 de l'OEIS.
Premières valeurs de n!4 : 1, 1, 2, 3, 4, 5, 12, 21, 32, 45, 120, 231 ; suite A007662 de l'OEIS.
Premières valeurs de n!5 : 1, 1, 2, 3, 4, 5, 6, 14, 24, 36, 50, 66 ; suite A085157 de l'OEIS.

### Interprétations combinatoires
- Organisation d'un tournoi de tennis pour 2n joueurs jouant sur n terrains non numérotés.

Un des joueurs va sur un terrain : il a 2n – 1 adversaires potentiels qui peuvent le rejoindre sur ce terrain ; un des joueurs restant va sur un autre terrain : il a 2n – 3 adversaires possibles, etc : il y a (2n – 1)!! tournois possibles. 
- La valeur précédente est en fait le nombre de partitions d'un ensemble à 2n éléments en n parties à deux éléments, comme le montre d'ailleurs la formule {\displaystyle (2n-1)!!={\frac {\binom {2n}{2,2,...,2}}{n!}}}.

- C'est donc aussi le nombre de permutations de 2n objets sans point fixe qui sont produits de transpositions disjointes (ou dont les orbites possèdent deux éléments).

- Le nombre de permutations de 2n objets sans point fixe dont la décomposition en cycles disjoints est formée de cycles d'ordre pair (ou dont les orbites ont un nombre pair d'éléments) vaut ((2n – 1)!!)2, voir la suite A001818 de l'OEIS.

- On montre que ((2n – 1)!!)2 est aussi le nombre de permutations de 2n objets dont la décomposition en cycles disjoints est formée de cycles d'ordre impair (ou dont les orbites ont un nombre impair d'éléments), ou ce qui revient au même, le nombre de permutations d'ordre impair.
- Le nombre de permutations d'ordre impair de 2n + 1 objets vaut (2n + 1)((2n – 1)!!)2, voir la suite A000246 de l'OEIS.

## Hyper-factorielle
L'hyper-factorielle de n, notée H(n), est définie par :
{\displaystyle H(n)=\prod _{k=1}^{n}k^{k}=1^{1}\cdot 2^{2}\cdot 3^{3}\cdots (n-1)^{n-1}\cdot n^{n}}.
Pour n = 1, 2, 3, 4, … les valeurs de H(n) sont 1, 4, 108, 27 648, … (suite A002109 de l'OEIS).

## Super-factorielle
Neil Sloane et Simon Plouffe ont défini en 1995 la super-factorielle de n comme le produit des n premières factorielles :
{\displaystyle \mathrm {sf} (n)=\prod _{k=1}^{n}k!=\prod _{k=1}^{n}k^{n-k+1}=1^{n}\cdot 2^{n-1}\cdot 3^{n-2}\cdots (n-1)^{2}\cdot n^{1}}.
Par exemple, la super-factorielle de 4 est :
{\displaystyle \mathrm {sf} (4)=1!\times 2!\times 3!\times 4!=288}.
La suite des super-factorielles débute (à partir de sf(0) = 1) par :
1, 1, 2, 12, 288, 34560, 24883200, … (voir la suite A000178 de l'OEIS)
L'idée fut étendue en 2000 par Henry Bottomley à la super-duper-factorielle, produit des n premières super-factorielles, débutant (depuis n = 0) par :
1, 1, 2, 24, 6912, 238878720, 5944066965504000, … (voir la suite A055462 de l'OEIS)
puis, par récurrence, à n'importe quelle factorielle de niveau supérieur, où la factorielle de niveau m de n est le produit des n premières factorielles de niveau m – 1, c’est-à-dire, en notant f(n , m) la factorielle de n de niveau m :
{\displaystyle \mathrm {f} (n,m)=\mathrm {f} (n-1,m)\mathrm {f} (n,m-1)=\prod _{k=1}^{n}k^{n-k+m-1 \choose n-k}}
où f(n, 0) = n pour n > 0 et f(0, m) = 1.
Voir aussi les super-primorielles.

## Super-factorielle (autre définition)
Clifford Pickover, dans son livre Keys to Infinity (1995), définit la super-factorielle de n, notée n$ ($ étant un signe factoriel ! portant un S superposé), par :
{\displaystyle n\$\equiv {\begin{matrix}\underbrace {n!^{{n!}^{{\cdot }^{{\cdot }^{{\cdot }^{n!}}}}}} \\n!\end{matrix}}},
ou, en utilisant la notation de Knuth :
{\displaystyle n\$=(n!)\uparrow \uparrow (n!)}.
Les premiers éléments de la suite des super-factorielles sont :
{\displaystyle 1\$=1}
{\displaystyle 2\$=2^{2}=4}
{\displaystyle 3\$=6\uparrow \uparrow 6=6^{6^{6^{6^{6^{6}}}}}} ;
ce dernier nombre est beaucoup trop grand pour pouvoir être exprimé en notation scientifique usuelle.

## Sous-factorielle
La fonction sous-factorielle, notée !n, sert à calculer le nombre de dérangements de n objets distincts, c'est-à-dire le nombre de permutations possibles de ces n objets de manière qu'aucun objet ne reste à sa place.
Par exemple, il existe !n façon de glisser n lettres dans n enveloppes affranchies et adressées de manière qu'aucune des lettres ne soit dans la bonne enveloppe.
Il existe différentes façons de calculer la sous-factorielle de n :
- {\displaystyle !n=n!\sum _{k=0}^{n}{\frac {(-1)^{k}}{k!}}}
- {\displaystyle !n={\frac {\Gamma (n+1,-1)}{\mathrm {e} }}}

où Γ est la fonction gamma incomplète et e la base du logarithme népérien.
- {\displaystyle !n=\left\lfloor {\frac {n!}{\mathrm {e} }}\right\rceil }

où {\displaystyle \left\lfloor x\right\rceil } désigne l'entier le plus proche de x.
- {\displaystyle !n=!(n-1)\times n+(-1)^{n}}
- {\displaystyle !n=(n-1)\;(!(n-1)+!(n-2))}
- {\displaystyle !n=(n-1)\;a_{n-2},\ {\textrm {avec}}\ a_{0}=a_{1}=1\ {\textrm {et}}\ a_{n}=n\;a_{n-1}+(n-1)\;a_{n-2}}.

Les premières valeurs de cette suite sont : 
!1 = 0, !2 = 1, !3 = 2, !4 = 9, !5 = 44, !6 = 265, !7 = 1 854, !8 = 14 833 (suite A000166 de l'OEIS).

## Factorielle de Fibonacci
La factorielle de Fibonacci ou fibonarielle de n, notée n!F est définie par  :
Les plus petites fibonarielles sont (à partir de 0!F) :  1, 1, 2, 6, 30, 240, 3 120, 65 520, etc. (voir la suite A003266 de l'OEIS).
La suite des fibonarielles est équivalente à une fonction du nombre d'or φ :
{\displaystyle n!_{F}\sim C{\frac {\varphi ^{n(n+1)/2}}{5^{n/2}}}},
où C est la constante factorielle de Fibonacci ,
{\displaystyle C=\prod _{k=1}^{\infty }\left(1-\left(-{\frac {1}{\varphi ^{2}}}\right)^{k}\right)\simeq 1,226742...} (suite A062073 de l'OEIS).
Les factorielles de Fibonacci interviennent dans la définition des coefficients fibonomiaux.

## q-factorielle
Elle est définie par {\displaystyle n!_{q}=1\cdot (1+q)\cdots (1+q+\cdots +q^{n-2})\cdot (1+q+\cdots +q^{n-1})}.

## Factorielle exponentielle
Une factorielle exponentielle est un entier naturel n élevé à la puissance n − 1, qui à son tour est élevé à la puissance n − 2, et ainsi de suite :
{\displaystyle n^{(n-1)^{(n-2)\cdots }}}.